# Newag Impuls
Newag Impuls — серія електричних, дизельних та дворежимних (гібридних) агрегатів стандартної колії, побудованих польським виробником залізничного рухомого складу Newag. 
Випускаються в декількох варіантах, вони відрізняються кількістю секцій і призначенням. Пропонуються електричні 2-секційні (типи 37WE та 37WEa), 3-секційні (типи 36WE, 36WEa, 36WEb, 36WEd), 4-секційні (тип 31WE), 5-секційні (тип 45WE) та 6-секційні (тип 35WE) поїзди, а також дизельні та дворежимні 3-секційні (типи 36WEhd і 36WEh відповідно).
До кінця 2020 року було замовлено 190 потягів.

## Опис
Серія поїздів Impuls — низькопідлогові багатокомпонентні потяги, оснащені повною системою внутрішнього моніторингу, кондиціонуванням, системою інформації про пасажирів, а також можуть мати квиткові диспенсери за потребою.
Їх салон підходить для потреб маломобільних пасажирів: має похилу підлогу, сходи що складаються, широкі проходи та відведене місце для інвалідних візків і велосипедів. 
У транспортному засобі використовуються моторні візки, а також візки Якобза (встановлені між двома секціями). 
Візки оснащені сучасною системою передач і двоступінчастою системою пружинної підвіски, яка ефективно приглушує вібрації, тим самим підвищуючи комфорт під час подорожі. 

Потяги можуть бути виготовлені у різних конфігураціях. 
Двосекційний варіант відомий як «37WE», трисекційний «36WE», чотирисекційний «31WE», п’ятисекційний «45WE» та шестисекційний «35WE». Потяги можуть мати інтер’єр, обладнаний для приміського та приміського сполучення, а також для використання на маршрутах далекого прямування. 

Перший проект був запущений у 2012 році. 
Один із поїздів, вироблений для Koleje Dolnośląskie, побив польський рекорд швидкості 211 км/год в 2013 році на випробувальній трасі, 7 вересня 2015 року потяг Newag Impuls 45WE для Koleje Mazowieckie знову очолив цей рекорд з нинішнім показником 226 км/год, що робить його найшвидшим пасажирським потягом, виробленим у Польщі.
В 2017 році Newag випустив друге покоління конструкції під назвою Impuls II, здобувши замовлення 14 поїздів від Łódzka Kolej Aglomeracyjna. 

Максимальна швидкість дворежимної версії становить 120 км/год в дизельному режимі та 160 км/год в електричному режимі. 

## Використання
| Країна | Власник                               | Оператор                              | Тип    | Кількість секцій | Фото | Кількість потягів | Рік                  |
| ------ | ------------------------------------- | ------------------------------------- | ------ | ---------------- | ---- | ----------------- | -------------------- |
| Польща | Koleje Dolnośląskie                   | Koleje Dolnośląskie                   | 31WE   | 4                |      | 10                | 2013, 2015           |
| Польща | Koleje Dolnośląskie                   | Koleje Dolnośląskie                   | 36WEa  | 3                |      | 6                 | 2014–2015            |
| Польща | Koleje Dolnośląskie                   | Koleje Dolnośląskie                   | 45WE   | 5                |      | 11                | 2017                 |
| Польща | Koleje Dolnośląskie                   | Koleje Dolnośląskie                   | 36WEh  | 3                |      | 2 з 6             | 2021–2022            |
| Польща | Koleje Mazowieckie                    | Koleje Mazowieckie                    | 45WE   | 5                |      | 12                | 2015                 |
| Польща | Koleje Wielkopolskie                  | Koleje Wielkopolskie                  | 36WEhd | 3                |      | 4 з 6             | 2020–2021, 2023      |
| Польща | Łódzka Kolej Aglomeracyjna            | Łódzka Kolej Aglomeracyjna            | 36WEd  | 3                |      | 14                | 2018–2019            |
| Польща | Łódzka Kolej Aglomeracyjna            | Łódzka Kolej Aglomeracyjna            | 36WEh  | 3                |      | 0 з 3             | з 2023               |
| Польща | Polregio                              | Polregio                              | 31WE   | 4                |      | 3                 | 2017                 |
| Польща | Швидкісна міська залізниця у Тримісті | Швидкісна міська залізниця у Тримісті | 31WE   | 4                |      | 2                 | 2016                 |
| Польща | SKM Warszawa                          | SKM Warszawa                          | 35WE   | 6                |      | 9                 | 2012–2013            |
| Польща | SKM Warszawa                          | SKM Warszawa                          | 31WEba | 4                |      | 0 з 15            | з 2022               |
| Польща | SKM Warszawa                          | SKM Warszawa                          | 45WE   | 5                |      | 0 з 6             | з 2022               |
| Польща | Малопольське воєводство               | Polregio                              | 36WEa  | 3                |      | 6                 | 2014–2015            |
| Польща | Малопольське воєводство               | Polregio                              | 31WEb  | 4                |      | 5                 | 2021                 |
| Польща | Малопольське воєводство               | Koleje Małopolskie                    | 31WE   | 4                |      | 8                 | 2016–2017            |
| Польща | Малопольське воєводство               | Koleje Małopolskie                    | 45WE   | 5                |      | 5                 | 2016–2017            |
| Польща | Малопольське воєводство               | Koleje Małopolskie                    | 31WEb  | 4                |      | 4                 | 2021                 |
| Польща | Люблінське воєводство                 | Polregio                              | 37WEa  | 2                |      | 8 з 9             | з 2021               |
| Польща | Любуське воєводство                   | Polregio                              | 31WE   | 4                |      | 3                 | 2014–2015            |
| Польща | Любуське воєводство                   | Polregio                              | 36WEhd | 3                |      | 2                 | 2020                 |
| Польща | Опольське воєводство                  | Polregio                              | 36WEa  | 3                |      | 7                 | 2016–2018            |
| Польща | Поморське воєводство                  | Polregio                              | 45WE   | 5                |      | 10                | 2018–2020            |
| Польща | Сілезьке воєводство                   | Koleje Śląskie                        | 35WE   | 6                |      | 1                 | 2012                 |
| Польща | Сілезьке воєводство                   | Koleje Śląskie                        | 36WEa  | 3                |      | 3                 | 2014                 |
| Польща | Сілезьке воєводство                   | Polregio                              | 36WEa  | 3                |      | 3                 | 2015                 |
| Польща | Підкарпатське воєводство              | Polregio                              | 36WE   | 3                |      | 1                 | 2013                 |
| Польща | Підкарпатське воєводство              | Polregio                              | 37WE   | 2                |      | 2                 | 2014                 |
| Польща | Підкарпатське воєводство              | Polregio                              | 36WEa  | 3                |      | 1                 | 2015                 |
| Польща | Підкарпатське воєводство              | Polregio                              | 36WEdb | 3                |      | 8                 | 2020                 |
| Польща | Свентокшиське воєводство              | Polregio                              | 36WEa  | 3                |      | 6                 | 2014–2015            |
| Польща | Свентокшиське воєводство              | Polregio                              | 31WE   | 4                |      | 2                 | 2018                 |
| Польща | Вармінсько-Мазурське воєводство       | Polregio                              | 37WE   | 2                |      | 1                 | 2015                 |
| Польща | Західнопоморське воєводство           | Polregio                              | 31WE   | 4                |      | 22                | 2013-2015, 2017–2018 |
| Польща | Західнопоморське воєводство           | Polregio                              | 36WEa  | 3                |      | 18                | 2017–2018            |
| Польща | Західнопоморське воєводство           | Polregio                              | 36WEh  | 3                |      | 7 з 12            | з 2020               |
| Італія | Ferrovie del Sud Est                  | Ferrovie del Sud Est                  | 36WEb  | 3                |      | 11 з 15           | з 2019               |